# Kodeks 0197
Kodeks 0197 (Gregory-Aland no. 0197) – grecki kodeks uncjalny Nowego Testamentu na pergaminie, paleograficznie datowany na IX wiek. Do naszych czasów zachowały się fragmenty dwóch kart kodeksu. Jest palimpsestem. Przechowywany jest w Beuron.

## Opis
Do dziś zachował się fragmenty dwóch kart kodeksu, z tekstem Ewangelii Mateusza 20,22-23.25-27; 22,30-32.34-37. Rekonstrukcja oryginalnej karty kodeksu wykazała, że miała ona rozmiar 27 na 24,5 cm.
Tekst pisany jest jedną kolumną na stronę, w 12 linijkach w kolumnie (według rekonstrukcji). Jest palimpsestem, tekst dolny pisany jest w języku syryjskim, zawiera Typikon.

## Tekst
Fragment reprezentuje bizantyńską tradycję tekstualną. Kurt Aland zaklasyfikował go do kategorii V.

## Historia
Tekst fragmentu opublikował Alban Dodd w 1929 roku. Na listę rękopisów Nowego Testamentu wciągnął go Ernst von Dobschütz, oznaczając go przy pomocy siglum 0197.
INTF datuje rękopis na IX wiek.
Rękopis przechowywany jest w benedyktyńskim opactwie w Beuron.